# Celeste (attrice)
Celeste (Stillwater, 3 maggio 1972) è un'ex attrice pornografica statunitense attiva dal 1992 al 2008.
Nel 2024 è stata inserita nella XRCO Hall of Fame.

## Biografia
Durante un evento a Las Vegas entrò in contatto con l'attore porno Woody Long, che seguì in California e che in seguito sposò. Dal 1992 in poi, Celeste recitò in film per adulti (prevalentemente in coppia con Long come co-protagonista).
Dopo il divorzio da Long, ha avuto un figlio con il regista Paul Norman.

## Riconoscimenti
- XRCO Awards
  - 2024 – Hall of Fame - Video Branch[1]